# Alemania Oriental en los Juegos Olímpicos
Alemania Oriental en los Juegos Olímpicos estuvo representada por el Comité Olímpico Nacional de la RDA, miembro del Comité Olímpico Internacional entre los años 1965 y 1990. Antes de 1968, los atletas de Alemania Oriental compitieron de 1956 a 1964 conjuntamente con los deportistas de Alemania Occidental bajo la denominación de Equipo Alemán Unificado (EUA) y después de la Reunificación de 1990 como Alemania (GER).
Participó en 5 ediciones de los Juegos Olímpicos de Verano, entre México 1968 y Seúl 1988. El país obtuvo un total de 409 medallas en las ediciones de verano: 153 de oro, 129 de plata y 127 de bronce.
En los Juegos Olímpicos de Invierno participó en 6 ediciones, entre Grenoble 1968 y Calgary 1988. El país consiguió un total de 110 medallas en las ediciones de invierno: 39 de oro, 36 de plata y 35 de bronce.

## Medalleros

### Por edición
| Evento           | Oro | Plata | Bronce | Total |
| ---------------- | --- | ----- | ------ | ----- |
| México 1968      | 9   | 9     | 7      | 25    |
| Múnich 1972      | 20  | 23    | 23     | 66    |
| Montreal 1976    | 40  | 25    | 25     | 90    |
| Moscú 1980       | 47  | 37    | 42     | 126   |
| Los Ángeles 1984 | –   | –     | –      | –     |
| Seúl 1988        | 37  | 35    | 30     | 102   |
| TOTAL            | 153 | 129   | 127    | 409   |

| Evento           | Oro | Plata | Bronce | Total |
| ---------------- | --- | ----- | ------ | ----- |
| Grenoble 1968    | 1   | 2     | 2      | 5     |
| Sapporo 1972     | 4   | 3     | 7      | 14    |
| Innsbruck 1976   | 7   | 5     | 7      | 19    |
| Lake Placid 1980 | 9   | 7     | 7      | 23    |
| Sarajevo 1984    | 9   | 9     | 6      | 24    |
| Calgary 1988     | 9   | 10    | 6      | 25    |
| TOTAL            | 39  | 36    | 35     | 110   |

### Por deporte
| Evento       | Oro | Plata | Bronce | Total |
| ------------ | --- | ----- | ------ | ----- |
| Atletismo    | 38  | 36    | 35     | 109   |
| Balonmano    | 1   | 1     | 1      | 3     |
| Boxeo        | 5   | 2     | 6      | 13    |
| Ciclismo     | 6   | 6     | 4      | 16    |
| Esgrima      | 0   | 1     | 0      | 1     |
| Fútbol       | 1   | 1     | 1      | 3     |
| Gimnasia     | 6   | 13    | 17     | 36    |
| Halterofilia | 1   | 4     | 6      | 11    |
| Judo         | 1   | 2     | 6      | 9     |
| Lucha        | 2   | 3     | 2      | 7     |
| Natación     | 38  | 32    | 22     | 92    |
| Piragüismo   | 14  | 7     | 9      | 30    |
| Remo         | 33  | 7     | 8      | 48    |
| Saltos       | 2   | 2     | 3      | 7     |
| Tiro         | 3   | 8     | 5      | 16    |
| Vela         | 2   | 2     | 2      | 6     |
| Voleibol     | 0   | 2     | 0      | 2     |
| TOTAL        | 153 | 129   | 127    | 409   |

| Evento                | Oro | Plata | Bronce | Total |
| --------------------- | --- | ----- | ------ | ----- |
| Biatlón               | 3   | 4     | 4      | 11    |
| Bobsleigh             | 5   | 5     | 3      | 13    |
| Combinada nórdica     | 3   | 0     | 4      | 7     |
| Esquí de fondo        | 2   | 1     | 1      | 4     |
| Luge                  | 13  | 8     | 8      | 29    |
| Patinaje artístico    | 3   | 3     | 4      | 10    |
| Patinaje de velocidad | 8   | 12    | 9      | 29    |
| Salto en esquí        | 2   | 3     | 2      | 7     |
| TOTAL                 | 39  | 36    | 35     | 110   |